# Наррос-де-Маталаєгуа
Наррос-де-Маталаєгуа (ісп. Narros de Matalayegua) — муніципалітет в Іспанії, у складі автономної спільноти Кастилія-і-Леон, у провінції Саламанка. Населення — 237 осіб (2010).
Муніципалітет розташований на відстані близько 190 км на захід від Мадрида, 37 км на південний захід від Саламанки.
На території муніципалітету розташовані такі населені пункти: (дані про населення за 2010 рік)
- Кастроверде: 3 особи
- Кортос-де-ла-Сьєрра: 17 осіб
- Гарсігаліндо: 0 осіб
- Еррерос: 13 осіб
- Іньїго: 28 осіб
- Мальпартіда: 0 осіб
- Наррос-де-Маталаєгуа: 109 осіб
- Пенья-де-Кабра: 7 осіб
- Пералехос-де-Соліс: 39 осіб
- Санчогомес: 13 осіб
- Терронес: 8 осіб

## Демографія
Динаміка населення (INE ):

## Зовнішні посилання
- Провінційна рада Саламанки: індекс муніципалітетів [Архівовано 23 квітня 2009 у Wayback Machine.]
- Посилання на Google Maps